# Mất giọng
Mất giọng (aphonia) được định nghĩa là không có khả năng tạo ra âm thanh của giọng nói. Một nguyên nhân chính gây ra chứng mất giọng là sự gián đoạn hai bên của dây thần kinh thanh quản, vốn là nơi cung cấp gần như tất cả các cơ trong thanh quản. Tổn thương dây thần kinh có thể là kết quả của phẫu thuật (ví dụ cắt tuyến giáp) hoặc khối u.
Trong tiếng Anh, aphonia có nghĩa là "không có âm thanh".

## Nguyên nhân
Chấn thương thường là nguyên nhân gây ra mất giọng. Chấn thương nhỏ có thể ảnh hưởng đến vùng lưng thứ hai và thứ ba theo cách mà các mảng bạch huyết liên quan đến sự phối hợp trở nên teo hoặc tương đối không hoạt động. Cắt khí quản cũng có thể gây ra mất giọng.
Bất kỳ chấn thương hoặc tình trạng nào ngăn cản dây thanh âm, các dải mô cơ được đặt trên khí quản, đến với nhau và rung sẽ có khả năng khiến một người không thể nói được. Khi một người chuẩn bị nói, các nếp gấp thanh âm kết hợp với nhau trên khí quản và rung lên do luồng khí từ phổi. Cơ chế này tạo ra âm thanh của giọng nói. Nếu các nếp gấp thanh âm không thể gặp nhau để rung, âm thanh sẽ không được tạo ra. Mất giọng cũng có thể được gây ra do và thường đi kèm với nỗi sợ hãi.